# Kanton Taypiplaya
Der Kanton Taypiplaya ist ein Verwaltungsbezirk im Departamento La Paz im südamerikanischen Anden-Staat Bolivien.

## Lage im Nahraum
Der Kanton Taypiplaya ist einer von zweiundzwanzig Cantones des Landkreises (bolivianisch: Municipio) Caranavi in der Provinz Caranavi und liegt im südlichen Teil des Landkreises. Es grenzt im Norden an den Kanton Caranavi, im Nordwesten an den Kanton Santa Ana de Caranavi, im Westen an den Kanton Chojña, im Süden an die Provinz Nor Yungas, im Osten an die Provinz Sud Yungas, und im Nordosten an den Kanton Rosario Entre Ríos.
Der Kanton erstreckt sich zwischen 15° 52' und 16° 02' südlicher Breite und 67° 18' und 67° 32' westlicher Breite, er misst von Norden nach Süden bis zu siebzehn Kilometer und von Westen nach Osten bis zu fünfundzwanzig Kilometer. Der Kanton besteht aus 39 Ortschaften (localidades), zentraler Ort ist Taypiplaya mit 1.783 Einwohnern (2012) im zentralen westlichen Teil des Kantons.

## Geographie
Der Kanton Taypiplaya liegt in einem Nebental des Río Coroico eingebettet zwischen den östlichen Voranden-Ketten im Übergangsbereich zwischen dem andinen Altiplano und dem bolivianischen Tiefland. Das Klima ist ein typisches Tageszeitenklima, bei dem die mittleren Temperaturschwankungen im Tagesverlauf deutlicher ausfallen als im Jahresverlauf.
Die Jahresdurchschnittstemperatur liegt bei 25,5 °C und schwankt im Jahresverlauf nur unwesentlich zwischen 23 °C im Juni/Juli und 27 °C im November/Dezember (siehe Klimadiagramm Caranavi). Der Jahresniederschlag erreicht eine Höhe von fast 1500 mm, und bis auf eine kurze Trockenzeit im Juni/Juli ist das Klima ganzjährig feucht mit Monatsniederschlägen von über 200 mm von Dezember bis Februar.

## Bevölkerung
Die Einwohnerzahl des Kantons ist in dem Jahrzehnt zwischen den beiden letzten Volkszählungen nahezu unverändert geblieben:
| Jahr | Einwohner | Quelle           |
| ---- | --------- | ---------------- |
| 1992 | 3 142     | Volkszählung     |
| 2001 | 3 164     | Volkszählung     |
| 2012 | .         | noch keine Daten |

Aufgrund der historischen Bevölkerungsentwicklung weist die Region einen hohen Anteil an Aymara-Bevölkerung auf, im Municipio Caranavi sprechen 57,8 % der Bevölkerung die Aymara-Sprache.

## Gliederung
Der Kanton Caranavi gliedert sich in die folgenden zweiundzwanzig Unterkantone (vicecantones):
- Colonia Barrio Nuevo – 2 Ortschaften – 51 Einwohner (2001)
- Colonia Belen – 1 Ortschaft – 34 Einwohner
- Colonia Bello Horizonte – 1 Ortschaft – 86 Einwohner
- Colonia Broncesal – 1 Ortschaft – 42 Einwohner
- Colonia Central Ingavi Primera – 1 Ortschaft – 188 Einwohner
- Colonia Central Pacajes – 5 Ortschaften -263 Einwohner
- Colonia Condor Llimphi – 1 Ortschaft – 110 Einwohner
- Colonia Flor De Mayo – 3 Ortschaften – 195 Einwohner
- Colonia Gran Poder – 3 Ortschaften – 88 Einwohner
- Colonia Huayna Potosi – 1 Ortschaft – 57 Einwohner
- Colonia Ingavi Segundo – 1 Ortschaft – 96 Einwohner
- Colonia Patacamaya – 1 Ortschaft – 44 Einwohner
- Colonia Sector Rio Negro – 1 Ortschaft – 33 Einwohner
- Colonia Tres Estrellas – 1 Ortschaft – 45 Einwohner
- Colonia Tupac Katari – 1 Ortschaft – 134 Einwohner
- Colonia Villa Asuncion – 3 Ortschaften – 96 Einwohner
- Colonia Villa Los Andes – 1 Ortschaft – 112 Einwohner
- Colonia Villa Victoria – 3 Ortschaften – 299 Einwohner
- Cooperativa Alto San Silverio – 5 Ortschaften – 213 Einwohner
- Cooperativa Miraflores – 1 Ortschaft – 86 Einwohner
- Taypiplaya – 1 Ortschaft – 868 Einwohner
- Segundo Villa Victoria – 1 Ortschaft – 24 Einwohner